# Тулупов, Борис Давыдович
Князь Борис Давыдович Тулупов (ум. 1575) — русский государственный и военный деятель, рында, опричник, голова, воевода и окольничий, фаворит царя Ивана Грозного.
Из княжеского рода Тулуповы. Единственный сын князя Давыда Ивановича Тулупова, погибшего при взятии Казани русскими войсками (2 октября 1552 года) и некой княжны Анны (Прасковьи).

## Биография
в 1570 году князь Борис Давыдович Тулупов включён в состав опричного «двора» царя Ивана Грозного.
В сентябре 1570 года упоминается в свите Ивана Грозного вторым головою первой статьи во время государева похода в Серпухов против войск крымских татар по предводительством хана Девлет-Гирея.
В царском походе из Александровской слободы 16 сентября 1571 года «голова в стану у государя» к Николе-Зарайскому, в Каширу, Коломну и Серпухов, с Государём вернулся и обратно в Александровскую слободу.
Весной 1572 года упомянут рындою с государевыми самопалами в царской свите: «с самопалы ездити за государем голова князь Борис Давыдович Тулупов» во время похода «царя и великого князя Ивана Васильевича все Русии… на своё дело и на земское в свою отчину в Великий Новгород». Летом этого же года выдал свою сестру замуж за царского шурина Григория Колтовского и таким образом породнился с царём вступившим в апреле 1572 года в брак с Анной Колтовской.
Зимой 1572/1573 года — первый голова в государевом полку в походе в Новгород, а после на ливонскую крепость Пайде. По возвращении пожалован в окольничии. По сообщению английского дипломата Джерома Горсея, после отмены опричнины князь Борис Давыдович Тулупов стал «большим фаворитом» царя Ивана Грозного.
В 1573 году, в апреле упоминается шестым сидячим на свадьбе короля Магнуса и Марьи Владимировны Старицкой и как «дворянин ближней думы». В этот год его оклад составлял 500 рублей.
В 1574 году дворовый воевода в государевом Серпуховском походе, состоял среди руководителей первого послеопричного правительства царя Ивана Грозного.
В январе 1575 года князь Б. Д. Тулупов вместе с А. Ф. Нагим вел переговоры с имперским гонцом, затем присутствовал на свадьбе царя с Анной Григорьевной Васильчиковой. Проиграл местнический спор Борису Фёдоровичу Годунову.
В том же 1575 году князь Борис Давыдович Тулупов попал в царскую опалу «уличён в заговоре против царя и в сношении с опальной знатью» и был казнен (его посадили на кол).
Старицкая вотчина князя Б. Д. Тулупова была передана царём Борису Годунову. Вместе с князем Борисом Давыдовичем были казнены и его родственники, князья: Владимир Васильевич Тулупов и его сыновья Андрей, Никита и Иван и княжна Анна Андреевна.
Так же мать князя Тулупова, согласно воспоминаниям Горсея, была отдана «на поругание» царским пушкарям, и погибла в результате группового изнасилования: «И вот она, добродетельная мужняя жена, в знак неудовольствия выдана была сотне пушкарей, и те бесчестили её один за другим до самой её смерти: …император же, глядя на все это, заявил: „Так я одариваю тех, кого чту, и так я поступаю с теми, кто оказывается предателем“»
Его имя записано в синодик опальных людей Ивана Грозного на вечное поминовение. Со смертью князя Бориса Давыдовича Тулупова пресекся княжеский род Тулуповы.